# Ponderay
Ponderay es una ciudad ubicada en el condado de Bonner en el estado estadounidense de Idaho. En el Censo de 2010 tenía una población de 1137 habitantes y una densidad poblacional de 145,27 personas por km².

## Geografía
Ponderay se encuentra ubicada en las coordenadas 48°18′42″N 116°32′23″O / 48.31167, -116.53972. Según la Oficina del Censo de los Estados Unidos, Ponderay tiene una superficie total de 7.83 km², de la cual 7.52 km² corresponden a tierra firme y (3.9%) 0.31 km² es agua.

## Demografía
Según el censo de 2010, había 1137 personas residiendo en Ponderay. La densidad de población era de 145,27 hab./km². De los 1137 habitantes, Ponderay estaba compuesto por el 0.09% blancos, el 0.26% eran afroamericanos, el 0.7% eran amerindios, el 0.09% eran asiáticos, el 0% eran isleños del Pacífico, el 0.88% eran de otras razas y el 3.52% pertenecían a dos o más razas. Del total de la población el 4.22% eran hispanos o latinos de cualquier raza.